# Holotrichia nilgiria
Holotrichia nilgiria är en skalbaggsart som beskrevs av Gilbert John Arrow 1944. Holotrichia nilgiria ingår i släktet Holotrichia och familjen Melolonthidae. Inga underarter finns listade i Catalogue of Life.